# Fedora (distribuție Linux)
Fedora este o distribuție Linux bazată pe pachete RPM dezvoltată de comunitatea Proiectul Fedora și sponsorizată de Red Hat. Își propune să includă cele mai noi programe libere și cu sursă deschisă. Intitial s-a numit Fedora Core, dar dupa unirea cu Fedora Extras, o dată cu lansarea versiunii 7, denumirea proiectului a fost schimbată în Fedora.
În februarie 2016, Fedora Linux are un număr estimat de 1,2 milioane de utilizatori, și este, de asemenea, distribuția preferată a lui Linus Torvalds (din mai 2020), creatorul nucleului Linux.

## Istoric
Proiectul Fedora a fost creat în toamna anului 2003, când s-a încetat dezvoltarea Red Hat Linux, devenind continuatorul acestuia în cadrul unei comunități deschise; Red Hat Enterprise Linux (RHEL) a rămas singura distribuție suportată comercial de către Red Hat. Versiunile  RHEL sunt bazate pe Fedora, cu o selecție a pachetelor instalate, perioada de testare mai îndelungată și suport comercial.
Numele Fedora deriva de la un proiect voluntar, Fedora Linux, care furniza un număr de aplicații suplimentare pentru Red Hat Linux și de la termenul Fedora (pălărie, în limba engleză), care este un element distinctiv al siglei "Shadowman" folosită de către Red Hat. Fedora Linux și Red Hat Linux au format împreună Fedora Core, iar în 2007, prin unirea cu Fedora Extras, a rezultat Fedora.

## Distribuții
Fedora Project oferă distribuțiile în mai multe moduri:
- Pe suport optic DVD/CD - setul de pachete majore Fedora la momentul livrării
- Imagini Live - imagini pentru CD sau DVD care pot fi folosite pentru crearea de CD Live sau de Live USB, optional fiind posibilă instalare pe suportul magnetic permanent (hard disk)
- CD Minimal - suport minimal oferit pentru instalarea prin protocoalele HTTP, FTP sau NFS.

De asemenea Fedora Project pune la dispoziție variante personalizate a distribuției Fedora, sub formă de Fedora "spins". Acestea sunt compilate dintr-un set specific de pachete software și au o configurație software, care îndeplinește cererile specifice unui anumit tip de utilizator.
Pachetele suplimentare pentru Linux Enterprise (EPEL) reprezinta efortul unei comunități bazate pe voluntariat de la proiectul Fedora, pentru a crea un depozitar cu pachete de înaltă calitate, pachete adiționale care sunt complementare cu baza Red Hat Enterprise Linux a proiectului Fedora si compatibile cu distribuții adiacente precum CentOS sau Linux Științific.
Administratorul pachetelor software este în principal utilitarul yum. Interfețe grafice precum pirut, pup sau puplet, care oferă informații vizuale cu privire la actualizările disponibile. Adițional, depozitare suplimentare pot fi adăugate în sistem, astfel pachete care nu sunt disponibile în Fedora pot fi instalate.

## Versiuni
Versiunea actuală este Fedora 39, care a fost lansată la 7 noiembrie 2023.
| Versiune (nume de cod) | Lansat pe  | Sfârșit de Viață | Nucleul                     | GNOME                       |
| --- | ---------- | ---------------- | --------------------------- | --------------------------- |
| 1 (Yarrow) | 2003-11-06 | 2004-09-20       | 2.4.22                      | 2.4                         |
| 2 (Tettnang) | 2004-05-18 | 2005-04-11       | 2.6.5                       | 2.6                         |
| 3 (Heidelberg) | 2004-11-08 | 2006-01-16       | 2.6.9                       | 2.8                         |
| 4 (Stentz) | 2005-06-13 | 2006-08-07       | 2.6.11                      | 2.10                        |
| 5 (Bordeaux) | 2006-03-20 | 2007-07-02       | 2.6.15                      | 2.14                        |
| 6 (Zod) | 2006-10-24 | 2007-12-07       | 2.6.18                      | 2.16                        |
| 7 (Moonshine) | 2007-05-31 | 2008-06-13       | 2.6.21                      | 2.18                        |
| 8 (Werewolf) | 2007-11-08 | 2009-01-07       | 2.6.23                      | 2.20                        |
| 9 (Sulphur) | 2008-05-13 | 2009-07-10       | 2.6.25                      | 2.22                        |
| 10 (Cambridge) | 2008-11-25 | 2009-12-18       | 2.6.27                      | 2.24                        |
| 11 (Leonidas) | 2009-06-09 | 2010-06-25       | 2.6.29                      | 2.26                        |
| 12 (Constantine) | 2009-11-17 | 2010-12-02       | 2.6.31                      | 2.28                        |
| 13 (Goddard) | 2010-05-25 | 2011-06-24       | 2.6.33                      | 2.30                        |
| 14 (Laughlin) | 2010-11-02 | 2011-12-08       | 2.6.35                      | 2.32                        |
| 15 (Lovelock) | 2011-05-24 | 2012-06-26       | 2.6.38                      | 3.0                         |
| 16 (Verne) | 2011-11-08 | 2013-02-12       | 3.1                         | 3.2                         |
| 17 (Beefy Miracle) | 2012-05-29 | 2013-07-30       | 3.3                         | 3.4                         |
| 18 (Spherical Cow) | 2013-01-15 | 2014-01-14       | 3.6                         | 3.6                         |
| 19 (Schrödinger's Cat) | 2013-07-02 | 2015-01-06       | 3.9                         | 3.8                         |
| 20 (Heisenbug) | 2013-12-17 | 2015-06-23       | 3.11                        | 3.10                        |
| 21 | 2014-12-09 | 2015-12-01       | 3.17                        | 3.14                        |
| 22 | 2015-05-26 | 2016-07-19       | 4.0                         | 3.16                        |
| 23 | 2015-11-03 | 2016-12-20       | 4.2                         | 3.18                        |
| 24 | 2016-06-21 | 2017-08-08       | 4.5                         | 3.20                        |
| 25 | 2016-11-22 | 2017-12-12       | 4.8                         | 3.22                        |
| 26 | 2017-07-11 | 2018-05-29       | 4.11                        | 3.24                        |
| 27 | 2017-11-14 | 2018-11-30       | 4.13                        | 3.26                        |
| 28 | 2018-05-01 | 2019-05-28       | 4.16                        | 3.28                        |
| 29 | 2018-10-30 | 2019-11-26       | 4.18                        | 3.30                        |
| 30 | 2019-05-07 | 2020-05-26       | 5.0                         | 3.32                        |
| 31 | 2019-10-29 | 2020-11-24       | 5.3                         | 3.34                        |
| 32 | 2020-04-28 | 2021-05-25       | 5.6                         | 3.36                        |
| 33 | 2020-10-27 | 2021-11-30       | 5.8                         | 3.38                        |
| 34 | 2021-04-27 | 2022-06-07       | 5.11                        | 40                          |
| 35 | 2021-11-02 | 2022-12-13       | 5.14                        | 41                          |
| 36 | 2022-05-10 | 2023-05-16       | 5.17                        | 42                          |
| 37 | 2022-11-15 | 2023-11-14       | 6.0                         | 43                          |
| 38 | 2023-04-18 | 2024-05-14       | 6.2                         | 44                          |
| 39 | 2023-11-07 | 2024-11-12       | 6.5                         | 45                          |
| 40 | 2024-04-16 | 2025-05-13       | [ urmează a fi determinat ] | [ urmează a fi determinat ] |
| Legendă:Versiune vecheVersiune mai veche, care mai este menținutăUltima versiuneUltima versiune de previzualizareEdiția viitoare |            |                  |                             |                             |

1. ↑  La momentul lansării. Versiunile suportate sunt adesea actualizate la cea mai recentă versiune stabilă a nucleului Linux.[6]